# Atividade Paranormal 2
Atividade Paranormal 2 é um filme de terror dirigido por Tod Williams e escrito por Christopher B. Landon, Tom Pabst e Michael R. Perry, sequenciando o filme Atividade Paranormal. O filme estreou no cinema à meia-noite de 22 de outubro de 2010 no Brasil, nos Estados Unidos, no México, no Reino Unido, no Canadá, na Polônia e na Irlanda.

## Sinopse
Após a chegada de um recém-nascido, uma família passa a ser atormentada por uma presença maligna em sua casa. Câmaras de segurança capturam o tormento, tornando cada horripilante minuto em realidade.

## Elenco
- Sprague Grayden como Kristi
- Brian Boland como Daniel
- Molly Ephraim como Ali
- Jackson Xenia Prieto e William Juan Prieto como Hunter
- Katie Featherston como Katie
- Micah Sloat como Micah
- Vivis Cortez como Martine
- Seth Ginsberg como Brad[3]

## Sequência
Com o sucesso absoluto de Atividade Paranormal nas bilheterias norte-americanas em 2009, não demorou muito para a Paramount informar que está planejando uma sequência. O filme de terror de baixo orçamento custou apenas US$ 11 mil e já arrecadou US$ 62,5 milhões.
Brad Grey, presidente do estúdio, revelou ao Los Angeles Times que a empresa já adquiriu os direitos da continuação, e está estudando as possibilidades do enredo de uma sequência. De apenas US$ 14,8 milhões.

## Compra de Direitos de Autor
Para o primeiro filme, o estúdio adquiriu os direitos para o filme por apenas US$ 300.000 e gastou menos de US$ 10 milhões em publicidade, ainda Atividade Paranormal está a caminho de bater a marca de US$ 150 milhões. Claro que o artigo também menciona a sequência para 1999 é sucesso inesperado The Blair Witch Project, que só tirou em US$ 26,4 milhões em relação ao seu antecessor, de US$ 140,6 milhões .
O estúdio tem direitos de distribuição internacional, em relação aos direitos nacionais que detém para o filme atual. Se o segundo for tão bem sucedido quanto o primeiro, seria uma grande soma de dinheiro.

## Comentários
Os diretores garantem não seguir exemplos de A Bruxa de Blair 2 que gastou pouco no primeiro fazendo sucesso e gastou 10 vezes mais na sequência e lucrou menos que o primeiro com o pouco sucesso.
No dia 2 de janeiro de 2009 o ator Micah Sloat deu uma entrevista ao sia Movie Web dizendo:
| “ | Toda equipe do filme está ciente do perigo que se corre em cair no mesmo erro de A Bruxa de Blair 2, filme que, assim como o segundo Atividade Paranormal, ganhou uma injeção pesada de orçamento em relação ao primeiro título. | ” |

O Ator não revelou nada sobre o enredo do segundo filme e terminou dizendo:
| “ | O diretor Oren Peli (depois substituido por Tod Williams) pretende é fazer um filme tão surpreendente quanto o primeiro, com um enredo que assuste tanto quanto. | ” |

## Direção e Roteiro
Oren Peli anunciou seu substituto na direção de Atividade Paranormal 2 será Tod Williams e o roteiro será escrito por Michael R. Perry que escreveu roteiros como o da série Dr. House..

### Controvérsias
No dia 19 de Janeiro de 2010 o site da revista Rolling Stone liberou o nome do diretor e do roteirista de Atividade Paranormal 2. O diretor seria Kevin Greutert de Jogos Mortais 6 mas ele foi impedido pela Lionsgate de dirigir o filme sequencia de Atividade Paranormal. Kevin Greutert dirigiu Jogos Mortais 6 e foi convidado pela Paramount em comandar a direção de Atividade Paranormal 2 e abandonou a Lionsgate para aceitar a proposta milionária, mas por causa de uma clausula de contrato com a Lionsgate ele foi obrigado a assumir a direção de Jogos Mortais 7 e recusar a proposta da Paramount. O motivo é que Atividade Paranormal estreou no mesmo período de Jogos Mortais 6 e fez com que o filme lucrasse bem menos do que se esperava. As filmagens do filme serão iniciadas no começo de Março de 2009.